# Народный фронт за демократию и справедливость
Народный фронт за демократию и справедливость (тигринья ህዝባዊ ግንባር ንደሞክራስን ፍትሕን, ህግደፍ, араб. الجبهة الشعبية للديمقراطية والعدالة‎, НФДС) — единственная легальная политическая организация в Эритрее. Номинально это марксистская организация, но часто считается африканской социалистической и открыта для националистов любой политической ориентации. Фронт является преемником Народного фронта освобождения Эритреи. Лидером партии является президент Эритреи Исайяс Афеворки.
Существуют разные точки зрения по поводу того, является ли НФДС действительно политической партией или это широкое правящее общественное объединение на этапе трансформации в партию.
После референдума о независимости, проведённого под эгидой ООН в апреле 1993 года НФОЭ, который освободил Эритрею и сыграл решающую роль в свержении правительства Эфиопии, провозгласил появление независимого государства Эритреи в следующем месяце. 16 февраля 1994 года НФОЭ сменил своё название на Народный фронт за демократию и справедливость в рамках своей трансформации в правящее политическое движение Эритреи.